# METALVERSE
METALVERSE (メタルヴァース Metaruvāsu?) es un grupo idol japonés de Kawaii metal del proyecto multiverso de BABYMETAL, formada en 2023. Producido por KOBAMETAL, bajo el sello discográfico Amuse, Inc.
Desde su presentación inicial, METALVERSE fue introducido como un proyecto ambientado en un multiverso paralelo dentro del universo conceptual de BABYMETAL.

## Historia
METALVERSE realizó su primera aparición el 28 de enero de 2023, durante los conciertos BABYMETAL RETURNS – THE OTHER ONE, en colaboración con el grupo BABYMETAL. En esta presentación, interpretaron la canción «Doki Doki ☆ Morning» junto a las integrantes de BABYMETAL. Posteriormente, participaron en el concierto BABYMETAL BEGINS – THE OTHER ONE, donde interpretaron «KARATE». En ambas ocasiones, las integrantes de METALVERSE realizaron coreografías sincronizadas con las de BABYMETAL.
El 20 de agosto de 2023, METALVERSE debutó oficialmente como acto en solitario durante el festival SUMMER SONIC 2023, realizado en Tokio. Se presentaron en el escenario “Mountain Stage”, donde introdujeron a dos nuevas integrantes, Miki Yagi y Yume Nozaki, además de revelar nuevos vestuarios y tres canciones inéditas.
METALVERSE anunció su participación en el festival X-CON 2023, que estaba programado para celebrarse del 8 al 10 de diciembre de 2023 en el Makuhari Messe International Exhibition Hall. Sin embargo, el evento fue cancelado por motivos organizativos, por lo que la presentación del grupo no llegó a realizarse.
METALVERSE realizó su primer evento en solitario, titulado METALVERSE#1 – UNBOXING, los días 24 y 25 de agosto de 2023 en el recinto Spotify O-EAST.
Su segundo evento en solitario, bajo el título METALVERSE#2 – THE END OF THE INNOCENCE, se llevó a cabo los días 10 y 11 de febrero de 2024 en Toyosu PIT.
El 31 de marzo de 2024, la bailarina Yume Nozaki anunció su retiro de la agencia Amuse Inc., tras haber pertenecido a ella durante nueve años.
El 21 de febrero de 2024, METALVERSE publicó su primer video musical en vivo, correspondiente a la canción «Crazy J». Posteriormente, el 29 de marzo de 2024, lanzaron su segundo video musical en vivo, titulado «Naked Princess».
METALVERSE se presentó los días 25 y 26 de mayo de 2024 en el festival FOX_FEST, organizado por BABYMETAL en el Saitama Super Arena. Durante su actuación especial, contaron con la participación de ASTERISM, una banda instrumental de metal compuesta por tres jóvenes músicos, quienes actuaron como banda invitada en su escenario.
METALVERSE anunció su participación en el “BABYMETAL WORLD TOUR 2025–2026 SUMMER TOUR IN JAPAN” cómo grupo telonero, donde BABYMETAL será el acto principal.

## Miembros
| Nombre      | Nombre en japonés | Fecha de nacimiento     | Posición   |
| ----------- | ----------------- | ----------------------- | ---------- |
| Miko Todaka | 戸高 美湖         | 14 de agosto de 2006    | Voz, baile |
| Kokona Kato | 加藤 ここな       | 2 de julio de 2009      | Baile      |
| Miki Yagi   | 八木 美樹         | 11 de diciembre de 2006 | Baile      |

### Miembros anteriores
| Nombre       | Nombre en japonés | Fecha de nacimiento     | Posición |
| ------------ | ----------------- | ----------------------- | -------- |
| Yume Nozaki  | 野崎 結愛         | 15 de noviembre de 2007 | Baile    |
| Sakia Kimura | 木村 咲愛         | 20 de febrero de 2009   | Baile    |